# Acolasis hemiplagia
Acolasis hemiplagia är en fjärilsart som beskrevs av Felder 1874. Acolasis hemiplagia ingår i släktet Acolasis och familjen nattflyn. Inga underarter finns listade i Catalogue of Life.